# Sandaozhen Shuiku
Sandaozhen Shuiku (kinesiska: 三道镇水库) är en reservoar i Kina. Den ligger i provinsen Heilongjiang, i den nordöstra delen av landet, omkring 200 kilometer norr om provinshuvudstaden Harbin. Sandaozhen Shuiku ligger 186 meter över havet. Arean är 9,5 kvadratkilometer. Trakten runt Sandaozhen Shuiku består till största delen av jordbruksmark. Den sträcker sig 6,3 kilometer i nord-sydlig riktning, och 2,8 kilometer i öst-västlig riktning.
Genomsnittlig årsnederbörd är 913 millimeter. Den regnigaste månaden är juli, med i genomsnitt 286 mm nederbörd, och den torraste är januari, med 8 mm nederbörd.